# Détroit des Rigolets

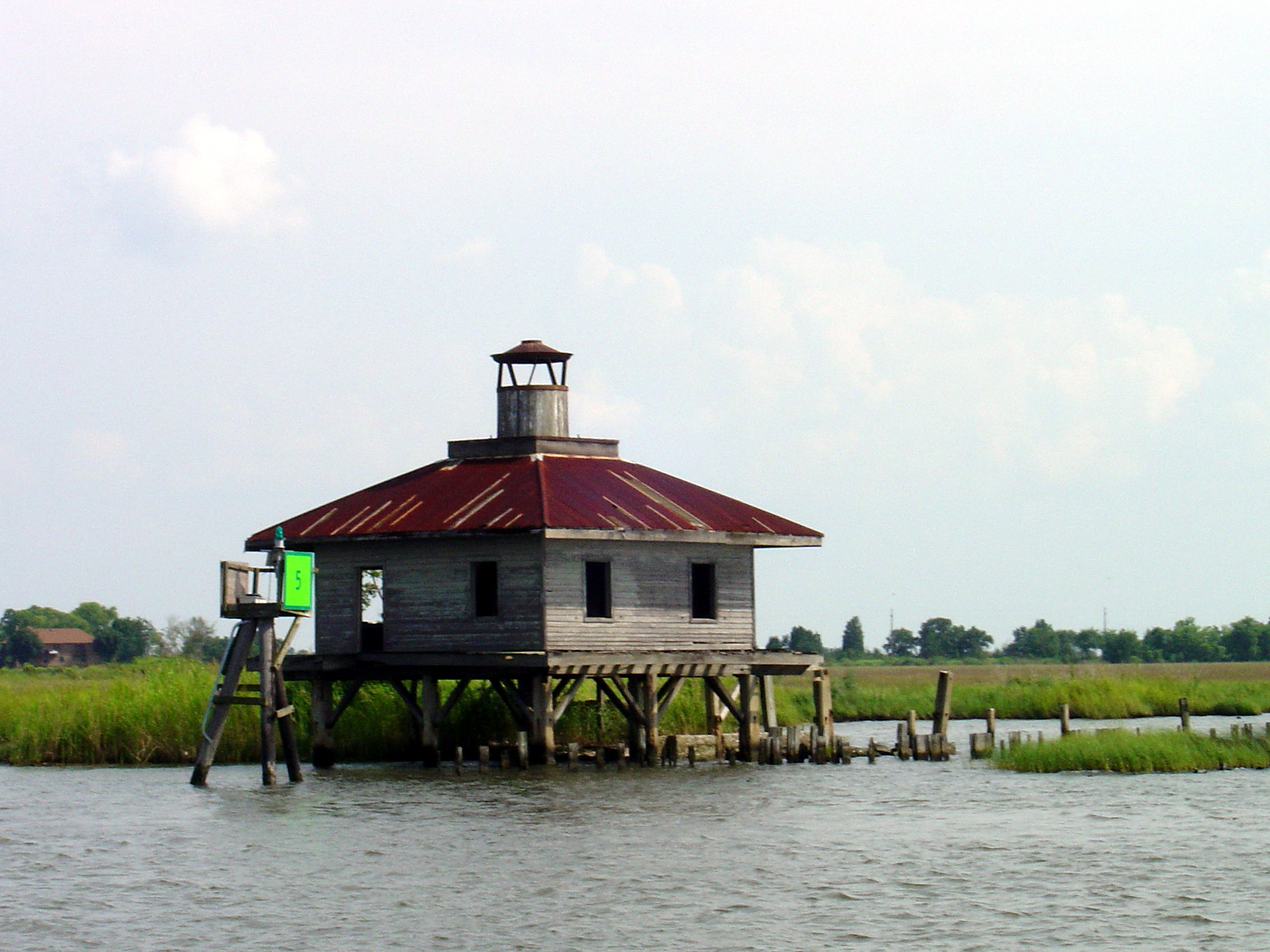
Phare des Rigolets près de La Nouvelle-Orléans en Louisiane

Le Détroit des Rigolets est situé dans l'État de Louisiane aux États-Unis. Ce détroit relie le lac Pontchartrain et le lac Sainte-Catherine d'une part au lac Borgne d'autre part par la passe du Chef menteur.
Le détroit des Rigolets constitue les limites entre la paroisse d'Orléans et la Paroisse de Saint-Tammany.
Le nom vient de l'époque de la Louisiane française. Il fut donné par les trappeurs et coureurs des bois canadiens français. Au Canada un rigolet était un terme acadien signifiant un ruisseau qui se jette directement dans la mer sans passer par une rivière.
Lors des marées montantes, l'eau de mer salée remonte le détroit des Rigolets et se déverse dans les eaux saumâtres du lac Pontchartrain.
Le détroit des Rigolets est traversé par deux ponts, le pont de chemin de fer et le pont des Rigolets situé à l'Est du pont du Chef menteur et permettant le passage de l'autoroute U.S. Route 90.
Deux forts furent construits par les Américains au début du XIXe siècle pour protéger la Louisiane d'une attaque anglaise, le fort Pike et le fort Macomb.